# Talouch
Le Talouch est un ruisseau du sud de la France, dans la région Occitanie, dans le département du Gers, affluent du Gers (rive gauche), et donc sous-affluent de la Garonne.

## Géographie
De 14 km de longueur, le Talouch prend sa source sur la commune d'Auch. Il se jette dans le Gers à Roquefort.

## Département et communes traversés
Dans le seul département du Gers, il traverse 7 communes:
Auch, Duran, Roquefort, Sainte-Christie, Castin, Castillon-Massas, Roquelaure.

## Principaux affluents
- - le ruisseau du Cros, 2,3 km.
  - le ruisseau de Marmont, 2,3 km.
  - le ruisseau deRabin, 2,3 km.
- le ruisseau de Lestangue, 1,5 km.
- le ruisseau de Passe-Loup, 1,2 km.